# Каналізаційний колектор

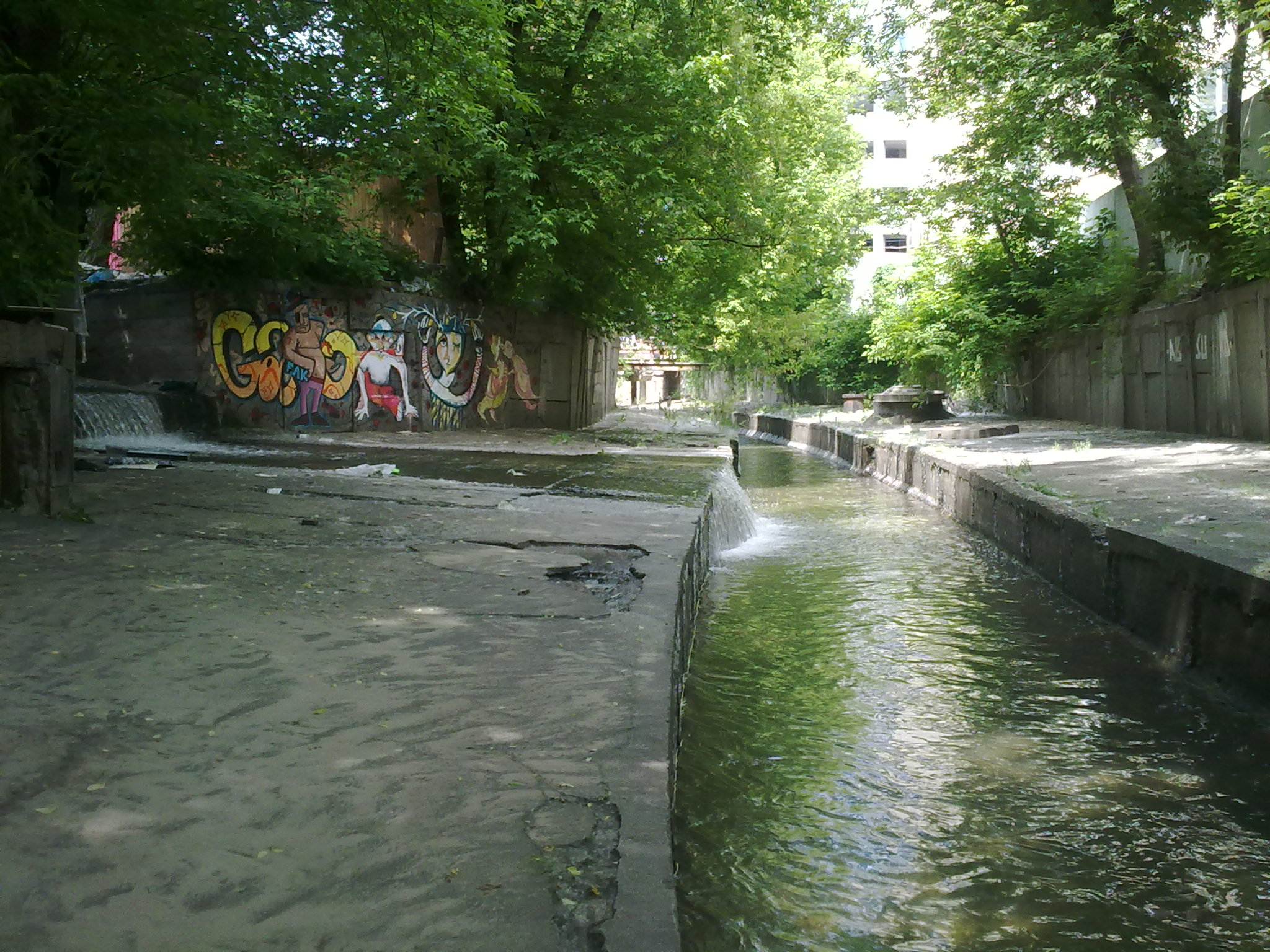
Впадіння р. Мокра до бетонованого річища-колектора Либеді

Колектор — ділянка каналізаційної мережі, призначена для збору і передачі відпрацьованої води з окремих джерел у водоочисні споруди або трубопровід зовнішньої каналізаційної мережі.
Зазвичай є трубою великого діаметра. Колектори є частиною міської каналізаційної системи; вони збирають стічні води та відводять їх за межі каналізації до насосних станцій, очисних споруд або до місця скидання у водний об'єкт.
Іноді в колектори укладають невеликі річки, що протікають у межах міста. Колектори споруджуються переважно з великих бетонних та залізобетонних блоків.
За способом транспортування каналізаційні колектори поділяються на напірні та безнапірні (самопливні). Матеріалами труб самопливної каналізації є, головним чином, кераміка, залізобетон і чавун, а також азбестоцемент, сталь, цегла і пластик. Для напірних колекторів матеріалами труб є сталь, чавун і поліетилен.
Каналізаційні колектори часто стають об'єктами досліджень дигерів. Під час зливи у водостічних колекторах може виникати так звана колекторна хвиля — стрімке підвищення рівня води, тому для дигера опинитись в колекторі під час зливи є смертельною небезпекою.